# No Line on the Horizon
| 전문가 평가     | 전문가 평가 |
| 총 점수         | 총 점수     |
| 출처            | 점수        |
| --------------- | ----------- |
| 메타크리틱      | 72/100      |
| 평가 점수       |             |
| 출처            | 점수        |
| AllMusic        | [ 2 ]       |
| Blender         | [ 3 ]       |
| Mojo            | [ 4 ]       |
| NME             | 7/10        |
| Pitchfork       | 4.2/10      |
| Q               | [ 7 ]       |
| Rolling Stone   | [ 8 ]       |
| RTÉ             | [ 9 ]       |
| Time Out Sydney | [ 10 ]      |
| Toronto Star    | [ 11 ]      |

《No Line on the Horizon》은 아일랜드의 록 밴드 U2의 열두 번째 스튜디오 음반이다. 브라이언 이노, 다니엘 라누아, 스티브 릴리와이트가 프로듀싱하였으며, 2009년 2월 27일에 발매되었다. 이 밴드는 《How to Dismantle an Atomic Bomb》(2004년) 이후 첫 음반으로, 그 시점까지 그들의 경력에 있어 가장 긴 음반 간 차이를 보였다. 이 밴드는 원래 이 곡들을 두 개의 EP로 발매할 계획이었으나, 후에 이 자료를 하나의 음반으로 결합했다. 사진작가 안톤 코르빈은 동료 영화인 《리니어》를 촬영했는데, 이 영화는 음반과 함께 공개되었고 몇 개의 특별판이 수록되었다.
U2는 2006년에 음반 프로듀서 릭 루빈과 함께 음반 작업을 시작했지만 대부분의 자료를 그 세션에서 보류했다. 2007년 5월, 이 그룹은 모로코 페스에서 이노와 라누아와 함께 새로운 세션을 시작했다. 이 그룹은 "미래 찬송가" 즉 영원히 연주될 노래를 쓰려고 2주 동안 리아드로 녹음했고 작곡 과정에 프로듀서들이 참여했다. 1인칭 작사에 싫증이 난 리드 싱어 보노는 다른 등장인물들의 시각에서 가사를 썼다. 녹음은 2008년 12월까지 미국, 영국, 아일랜드의 여러 스튜디오에서 계속되었다. 이 그룹은 11월에 《No Line on the Horizon》을 발매할 계획이었으나, 50곡에서 60곡을 작곡한 후, 계속 쓰기 위해 발표를 연기했다.
음반이 발매되기 전 U2는 이노와 라누아의 관여는 물론, 밴드의 페스 시절이 이전 두 음반보다 더 실험적인 레코드를 만들어냈음을 시사했다. 밴드는 《The Joshua Tree》 (1987년)와 《Achtung Baby》 (1991년)의 스타일 변화를 비교했다. 《No Line on the Horizon》은 발표되자마자 전반적으로 호평을 받았지만, 많은 비평가들은 그것이 이전에 제시된 것만큼 실험적이지 않다고 지적했다. 이 음반은 30개국에서 1위로 데뷔했지만 기대만큼 잘 팔리지 않았다. 이 밴드는 이전 음반에 비해 상대적으로 낮은 판매량인 500만장에 대해 실망감을 표시했다. 반면 2009년~2011년 U2 360° Tour는 티켓 판매액이 7억 3,600만 달러를 넘어 역대 최고 수익을 올린 콘서트 투어였다.

## 곡 목록
| #   | 제목                                          | 작사             | 작곡                             | 프로듀서                        | 재생 시간 |
| --- | --------------------------------------------- | ---------------- | -------------------------------- | ------------------------------- | --------- |
| 1.  | 〈No Line on the Horizon〉                    | 보노             | U2, 브라이언 이노, 다니엘 라누아 | 이노, 라누아, 스티브 릴리와이트 | 4:12      |
| 2.  | 〈Magnificent〉                               | 보노, 디 에지    | U2, 이노, 라누아                 | 이노, 라누아, 릴리와이트        | 5:24      |
| 3.  | 〈Moment of Surrender〉                       | 보노             | U2, 이노, 라누아                 | 이노, 라누아                    | 7:24      |
| 4.  | 〈Unknown Caller〉                            | U2, 이노, 라누아 | U2, 이노, 라누아                 | 이노, 라누아, 릴리와이트        | 6:03      |
| 5.  | 〈I'll Go Crazy If I Don't Go Crazy Tonight〉 | 보노             | U2                               | 릴리와이트, 윌 아이 앰          | 4:14      |
| 6.  | 〈Get On Your Boots〉                         | 보노             | U2                               | 이노, 라누아, 데클란 개프니     | 3:25      |
| 7.  | 〈Stand Up Comedy〉                           | 보노             | U2                               | 이노, 라누아, 릴리와이트        | 3:50      |
| 8.  | 〈Fez – Being Born〉                          | 보노             | U2, 이노, 라누아                 | 이노, 라누아                    | 5:17      |
| 9.  | 〈White as Snow〉                             | U2, 이노, 라누아 | 민요, U2, 이노, 라누아           | 이노, 라누아                    | 4:41      |
| 10. | 〈Breathe〉                                   | 보노             | U2                               | 릴리와이트, 라누아, 이노        | 5:00      |
| 11. | 〈Cedars of Lebanon〉                         | 보노             | U2, 이노, 라누아                 | 라누아                          | 4:13      |

## 인증
| 국가                                                  | 인증        | 판매량/출하량 |
| ----------------------------------------------------- | ----------- | ------------- |
| 아르헨티나 (CAPIF)                                    | 골드        | 20,000^       |
| 오스트레일리아 (ARIA)                                 | 플래티넘    | 70,000^       |
| 벨기에 (BEA)                                          | 플래티넘    | 0*            |
| 브라질 (Pro-Música Brasil)                            | 플래티넘    | 60,000*       |
| 캐나다 (뮤직 캐나다)                                  | 2× 플래티넘 | 160,000^      |
| 덴마크 (IFPI Danmark)                                 | 2× 플래티넘 | 60,000^       |
| 핀란드 (Musiikkituottajat)                            | 골드        | 17,019        |
| 프랑스                                                | —           | 63,000        |
| 독일 (BVMI)                                           | 플래티넘    | 200,000^      |
| 그리스 (IFPI 그리스)                                  | 플래티넘    | 15,000^       |
| 헝가리 (MAHASZ)                                       | 플래티넘    | 6,000^        |
| 아일랜드 (IRMA)                                       | 4× 플래티넘 | 60,000^       |
| 이탈리아 (FIMI)                                       | 3× 플래티넘 | 180,000*      |
| 일본 (RIAJ)                                           | 골드        | 100,000^      |
| 멕시코 (AMPROFON)                                     | 골드        | 40,000        |
| 네덜란드 (NVPI)                                       | 2× 플래티넘 | 120,000^      |
| 뉴질랜드 (RMNZ)                                       | 플래티넘    | 15,000^       |
| 포르투갈 (AFP)                                        | 플래티넘    | 20,000^       |
| 루마니아 (UFPR)                                       | Platinum    | 빈칸          |
| 러시아 (NFPF)                                         | 플래티넘    | 20,000*       |
| 스페인 (PROMUSICAE)                                   | 플래티넘    | 80,000^       |
| 스웨덴 (GLF)                                          | 플래티넘    | 40,000^       |
| 스위스 (IFPI 스위스)                                  | 플래티넘    | 30,000^       |
| 영국 (BPI)                                            | 플래티넘    | 300,000^      |
| 미국 (RIAA)                                           | 플래티넘    | 1,200,000     |
| 요약                                                  |             |               |
| 유럽 (IFPI)                                           | 플래티넘    | 1,000,000*    |
| *판매량을 기반으로 한 인증 ^출하량을 기반으로 한 인증 |             |               |